# Ministerstvo trestů
Ministerstvo trestů (čínsky v českém přepisu sing-pu, pchin-jinem xíngbù, znaky 刑部) či ministerstvo spravedlnosti byl v Číně od 6. do 19. století jeden z ústředních úřadů státní správy čínských států, jmenovitě říší Suej a Tchang, států období pěti dynastií, říší Sung, Liao, Ťin, Jüan, Ming a Čching.
Dohlíželo nad výkonem spravedlnosti v říši. Původně bylo částí kanceláře šang-šu, v říši Jüan a rané Ming (ve 13. a 14. století) náleželo pod kancelář čung-šu. Od roku 1380 se osamostatnilo a přímo podléhalo císaři.

## Historie
Ministerstvo vzniklo v říši Suej jako jeden ze šesti funkčních oddílů kanceláře šang-šu, součástí kanceláře šang-šu bylo i za pěti dynastií a v říši Sung. Po splynutí „tří kanceláří“ san-šeng (čung-šu šeng, men-sia šeng a šang-šu šeng) bylo říši Jüan a zprvu i v říši Ming částí kanceláře čung-šu. Roku 1380 byla kancelář čung-šu zrušena a ministerstva, včetně ministerstva trestů, se osamostatnila a nadále byla přímo podřízena císaři.
Zodpovídalo za výkon spravedlnosti, dohlíželo nad soudy a věznicemi. Úzce spolupracovalo s cenzorátem a velkým soudním dvorem ta-li s’. Za jižní Sung bylo občas slučováno s ministerstvem prací, také v říši Jüan bylo v letech 1260–1276 spojováno s ministerstvy vojenství a prací.
V čele stál ministr šang-šu (čínsky pchin-jinem shàngshū, znaky 尚書), který měl za Tchangů hlavní třetí hodnost (v systému devíti hodností), vedlejší druhou za Sungů, hlavní třetí za Ťinů, Jüan a do 1380 Mingů, hlavní druhou po 1380 za Mingů a Čchingů, vedlejší první za Čchingů po 1720. Pomáhali mu dva náměstci ministra š'-lang (čínsky pchin-jinem shìláng, znaky 侍郎).
Dělilo se na odbory (司, s’). V čele odboru stál ředitel lang-čung (郞中). Za Suejů a Tchangů se skládalo ze čtyř odborů:
- soudní administrace (刑部司, sing-pu-s’);[4]
- kriminální soudní (都官司, tu-kuan-s’, v mingském období do roku 1390 都官部, tu-kuan-pu), dozíral na válečné zajatce a odsouzené zločince;[6]
- revizí (比部司, pi-pu-s’), prováděl revize účtů státních úřadů a vyšetřování provinivších se úředníků;[7]
- bran (司門司, s’-men-s’), zodpovídal za kontrolu pohybu skrze brány hlavního města a rovněž skrze přístavy a další vstupy do země.[8]

V říších Liao, Ťin a Jüan byly odbory zrušeny, za Mingů obnoveny, ale roku 1390 proběhla reorganizace ministerstva podle teritoriálního principu. Poté se dělilo na třináct odborů, pro každou provincii jeden.
Kromě ministerstva v hlavním městě říše (Nankingu, od roku 1421 Pekingu), existovalo v mingské době i paralelní ministerstvo trestů ve vedlejším hlavním městě (v letech 1402–1421 Pekingu, od 1421 v Nankingu). Ministerstvo ve vedlejší metropoli mělo stejnou strukturu, avšak méně úředníků, Jeho pravomoc se vztahovala na vedlejší metropoli a metropolitní oblast. Nankingské (vedlejší) ministerstvo trestů kromě toho potvrzovalo tresty z jižních provincií. Za císaře Jung-le († 1424) nesmělo vynášet tresty smrti bez souhlasu pekingského ministerstva, od vlády císaře Süan-te (1425–1435) rozsudky smrti vynesené ministerstvem kontroloval pouze nankingský velký soudní dvůr (ta-li s’) a na pekingské ministerstvo se pouze následně posílalo hlášení.